# Naxi (Luzhou)
Naxi léase Na-Sí (en chino simplificado, 纳溪区; pinyin, Nàxī qū) es un distrito urbano bajo la administración directa de la ciudad-prefectura de Luzhou. Se ubica en la provincia de Sichuan, centro-sur de la República Popular China. Su área es de 1150 km² y su población total para 2010 fue más de 400 mil habitantes.

## Administración
El distrito de Naxi  se divide en 14 pueblos que se administran en 2 subdistritos y 12 poblados.

## Toponimia
Naxi es un antiguo tributario del Yangsé durante el periodo de los Tres Reinos, también conocido como Yunxi (云溪).